# واتارو كاجي
واتارو كاجي (باليابانية: 鹿地亘) (1 مايو 1903 في اليابان - 26 يوليو 1982، طوكيو في اليابان)؛ روائي ياباني.